# Рагозін В'ячеслав Васильович
В'ячеслав Васильович Рагозін (8 жовтня 1908, Санкт-Петербург — 11 березня 1962) — російський радянський шахіст, тренер, журналіст і функціонер. Міжнародний гросмейстер (1950), міжнародний гросмейстер гри за листуванням (1959), чемпіон світу із шахів за листуванням (1958—1962). Чемпіон Ленінграда (1936 і 1945), віцечемпіон Москви (1944/45). Найбільше досягнення в чемпіонатах СРСР — 2-3-тє місця в першості 1937 року.
Тренер і секундант Михайла Ботвинника в переможному матч-турнірі 1948 року та матчі 1951 року за звання чемпіона світу. Знаний шаховий теоретик (див. статтю захист Рагозіна), журналіст і функціонер. Багаторічний головний редактор часопису «Шахматы в СССР», очолював радянську делегацію у ФІДЕ, був віцепрезидентом ФІДЕ. Нагороджений Орденом Трудового Червоного Прапора.

## Життєпис
Перші успіхи прийшли до Рагозіна наприкінці 1920-х у ленінградських робітничих і профспілкових турнірах: чемпіон ЦК товариства харчовиків 1927 і 1928, першість ВЦРПС — 4-6-те місця 1927 та 3-4-те місця 1928 року. Хлопець хотів здобути вищу освіту, але через високий конкурс і малу кількість місць в інституті змушений був працювати фізично, щоб заробляти на життя. Завдяки старанню Б. Клєвцова з товариства «Харчовик», Рагозін улаштувався на роботу на тютюновій фабриці та кондитерській фабриці, де під час однієї нічної зміни обпік собі руку гарячою цукерковою масою, що залишило слід на долоні назавжди.
1926 року в товариському матчі проти збірної «Правди» та «Вечірньої Червоної газети» вперше зіграв із майстром — білими поставивши мат Ільїн-Желенському.
1930 року здобув звання майстра, обігравши в матчі Ільїн-Желенського з рахунком +4 -2 =4. Того ж року вступив до будівельного інституту, де згодом отримав диплом інженера-будівельника. Уже в ті роки можна було помітити початки індивідуального стилю майстра — творчий підхід до гри, оригінальні стратегічні задуми та тактична реалізація, однаково точна гра білими та чорними, комбінаційне бачення, схильність до жертви ферзя за інші фігури та ініціативу. Саме чорними після жертви ферзя Рагозін переміг Михайла Ботвинника в тренувальній партії 1936 року. А тоді Ботвинник уже був одним із найсильніших шахістів планети, претендентом на титул чемпіона світу. Вячеслав і Михайло часто перетинались у турнірах, потоваришували і надалі творчо співпрацювали майже 20 років.
1934 року у відбірковому турнірі в Тбілісі посів 3-5-те місця та вперше пройшов до фіналу чемпіонату СРСР, де поділив 5-7-ме місця. На високому рівні виступив у міжнародних турнірах у Москві 1935 року — 8-10-те місця та 1936 року — 5-те місце. Найбільше досягнення в чемпіонатах СРСР — 2-3-тє місця в турнірі 1937 року.
Під час німецько-радянської війни був у війську, залишився в блокадному Ленінграді. Останній великий успіх найвищого рівня — друге місце на міжнародному турнірі в Москві 1947 року (позаду Ботвинника, попереду Болеславського, Смислова, Котова, Кереса).